# ذو عظم القص الجانبي
ذو العظم القص الجانبي (الاسم العلمي: Plagiosternum)، (plae-jee-oh-ster-num، وتعني "عظم القص الجانبي") هو جنس حيوانات برمائية من مقسومات الفقار من العصر الثلاثي الأوسط وكانت تستوطن سفالبارد.